# Yugwa
Yugwa of yumilgwa is traditioneel Koreaans snoepgoed, ook wel hangwa genoemd. De oorspronkelijke naam was yumilga, de letterlijke betekenis van een aantal stappen uit het bereidingsproces, namelijk kneden en frituren. Tegenwoordig wordt de snack echter vaak yugwa genoemd. Gemalen graan en honing vormen de hoofdbestanddelen van deze zoete snack.